# Sydkoreanska gisslandramat i Afghanistan 2007
Sydkoreanska gisslandramat i Afghanistan 2007 var ett gisslandrama i Afghanistan som började den torsdagen den 19 juli 2007. Gisslan bestod av 23 protestantiska sydkoreaner som arbetade som missionärer och biståndsarbetare i det krigshärjade Afghanistan. Gisslantagarna är talibanerna. Två i gisslan dödades inledningsvis, 28 augusti kom gisslantagarna överens med Sydkoreas regering om att släppa resten av gisslan. Den 30 augusti 2007 hade alla kvarvarande i gisslan frigivits.